# Chrbonín
Chrbonín település Csehországban, a Tábori járásban. Chrbonín Krtov, Vlčeves, Radenín, Mlýny és Křeč településekkel határos. Lakosainak száma 157 fő (2024. január 1.).

## Népesség
A település lakosságának változását az alábbi diagram mutatja:
| Lakosok száma | 364  | 291  | 285  | 188  | 170  | 141  | 153  | 152  | 157  | 157  |
|               | 1869 | 1890 | 1921 | 1950 | 1980 | 2001 | 2017 | 2019 | 2022 | 2024 |